# Distretto di Fougères
Il distretto di Fougères  era una divisione territoriale francese del dipartimento dell'Ille-et-Vilaine, istituita nel 1790 e soppressa nel 1795.
Era formato dai cantoni di Fougères, Fleurigné, Louvigné, Mont le Blanc, Parcé, Saint Aubin du Cormier, Saint Brice en Coglès e Saint Georges de Reintembault.

### Esplicative
1. ↑  Da non confondere con il distretto di Fougères, una struttura intercomunale che è esistita dal 1966 al 31 dicembre 1999 ed è stata sostituita dalla comunità di comuni di Fougères, a sua volta soppressa il 31 dicembre 2016 per essere integrata nella comunità di agglomerazione di Fougères.

### Fonti
1. ↑  (FR) Notice communale de Fougères, su cassini.ehess.fr. URL consultato il 28 aprile 2021 (archiviato il 19 marzo 2012).
2. ↑  (FR) Notice communale de Fleurigné, su cassini.ehess.fr. URL consultato il 28 aprile 2021 (archiviato il 4 marzo 2016).
3. ↑  (FR) Notice communale de Louvigné-du-Désert, su cassini.ehess.fr. URL consultato il 28 aprile 2021 (archiviato il 4 marzo 2016).
4. ↑  (FR) Notice communale de Saint-Marc-le-Blanc, su cassini.ehess.fr. URL consultato il 28 aprile 2021 (archiviato dall'url originale il 3 marzo 2016).
5. ↑  (FR) Notice communale de Parcé, su cassini.ehess.fr. URL consultato il 28 aprile 2021 (archiviato il 4 marzo 2016).
6. ↑  (FR) Notice communale de Saint-Aubin-du-Cormier, su cassini.ehess.fr. URL consultato il 28 aprile 2021 (archiviato dall'url originale il 3 marzo 2016).
7. ↑  (FR) Notice communale de Saint-Brice-en-Coglès, su cassini.ehess.fr. URL consultato il 28 aprile 2021 (archiviato il 16 marzo 2017).
8. ↑  (FR) Notice communale de Saint-Georges-de-Reintembault, su cassini.ehess.fr. URL consultato il 28 aprile 2021 (archiviato il 3 marzo 2016).